# الدوري السويدي الدرجة الثانية 1950–51
الدوري السويدي الدرجة الثانية 1950–51 (بالسويدية: Division II i fotboll 1950/1951)‏ هو موسم من الدوري السويدي الدرجة الثانية. فاز فيه أتفدابيرجس.